# Ołeksij Łarin
Ołeksij Andrijowycz Łarin, ukr. Олексій Андрійович Ларін (ur. 4 czerwca 1994 w Dniepropietrowsku) – ukraiński piłkarz, grający na pozycji obrońcy.

## Kariera piłkarska

### Kariera klubowa
Wychowanek Szkoły Sportowej nr 12 w Dniepropetrowsku, barwy której bronił w juniorskich mistrzostwach Ukrainy (DJuFL). 23 lipca 2011 rozpoczął karierę piłkarską w drugiej drużynie Dnipra Dniepropetrowsk. 7 lutego 2017 został piłkarzem Dunawu Ruse. W czerwcu 2018 opuścił bułgarski klub. 2 listopada 2018 został piłkarzem Arsenału Kijów. 12 lutego 2019 przeniósł się do Istiklolu Duszanbe.

### Kariera reprezentacyjna
Występował w juniorskiej reprezentacji U-17.